# 코니 헤데고르

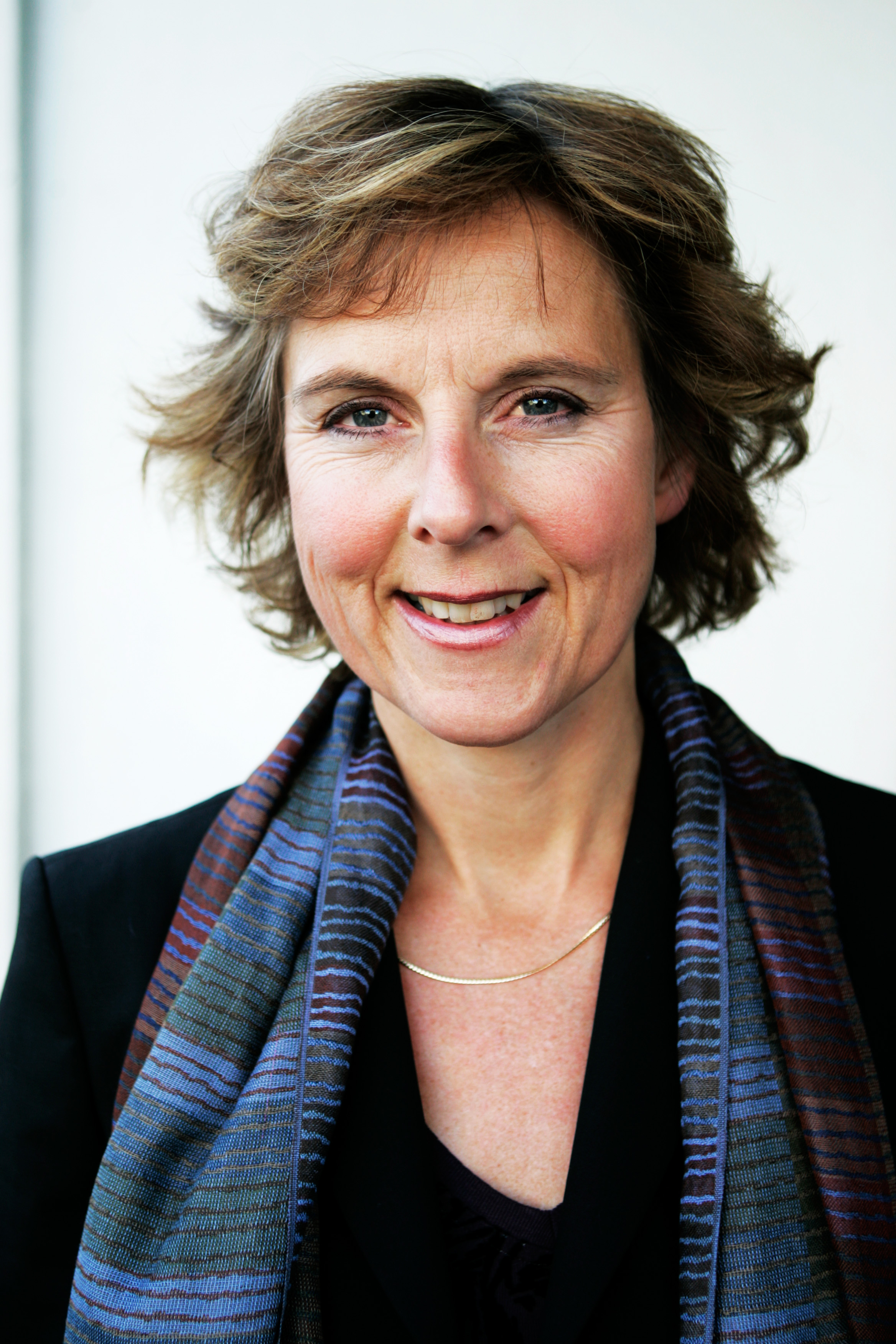
코니 헤데고르

코니 헤데고르 콕스방(덴마크어: Connie Hedegaard Koksbang, 1960년 9월 15일 ~ )은 덴마크의 정치인이다. 소속 정당은 보수인민당이다.
2004년 8월 2일부터 2007년 11월 23일까지 아네르스 포그 라스무센 1차, 2차 내각에서 덴마크 환경부 장관을 역임했으며 2007년 11월 23일부터 2009년 11월 24일까지 아네르스 포그 라스무센 3차 내각, 라르스 뢰케 라스무센 내각에서 덴마크 기후 변화·에너지부 장관을 역임했다.
2009년 덴마크 코펜하겐에서 열린 2009년 유엔 기후 변화 회의의 회장을 역임했고 2010년 2월 10일부터 2014년 10월 31일까지 유럽 위원회의 조제 마누엘 두랑 바호주 위원회에서 기후 변화 담당 위원을 역임했다.